# 429年
| 千纪： | 1千纪                                                                                                  |
| 世纪： | 4世纪 \| 5世纪 \| 6世纪                                                                                |
| 年代： | 390年代 \| 400年代 \| 410年代 \| 420年代 \| 430年代 \| 440年代 \| 450年代                              |
| 年份： | 424年 \| 425年 \| 426年 \| 427年 \| 428年 \| 429年 \| 430年 \| 431年 \| 432年 \| 433年 \| 434年        |
| 纪年： | 己巳年（蛇年）；北魏神䴥二年；北凉承玄二年；北燕太平二十一年；夏胜光二年；西秦永弘二年；南朝宋元嘉六年 |

## 大事记
- 拓跋燾率軍長途奔襲漠北，大破柔然，威服高車，為統一北方創造有利條件。
- 汪達爾人君德里克受羅馬帝國非洲行省將軍Bonifacius的邀請，舉族穿越直布羅陀海峽進入北非。
- 二月，上党人李禹聚众起事，杀死上党太守，自称无上王。

## 出生
- 祖冲之（500年去世，71岁）
- 劉濬

## 逝世
- 大檀